# Sagnat
Sagnat ist eine Gemeinde im Zentralmassiv in Frankreich. Sie gehört zur Region Nouvelle-Aquitaine, zum Département Creuse, zum Arrondissement Guéret und zum Kanton Dun-le-Palestel. 

## Lage
Sagnat liegt am Flüsschen Brézentine. Die Gemeinde grenzt im Norden an Lafat, im Nordosten an Maison-Feyne, im Osten an Dun-le-Palestel, im Süden an Colondannes, im Südwesten an Saint-Léger-Bridereix und im Westen an Saint-Germain-Beaupré.

## Bevölkerungsentwicklung
| Jahr      | 1962 | 1968 | 1975 | 1982 | 1990 | 1999 | 2008 | 2018 |
| --------- | ---- | ---- | ---- | ---- | ---- | ---- | ---- | ---- |
| Einwohner | 308  | 301  | 268  | 233  | 203  | 188  | 201  | 192  |

## Sehenswürdigkeiten
- Kirche Saint-Pierre-ès-Liens